# Systropus gutianshanus
Systropus gutianshanus är en tvåvingeart som beskrevs av Yang 1995. Systropus gutianshanus ingår i släktet Systropus och familjen svävflugor.
Artens utbredningsområde är Zhejiang (Kina). Inga underarter finns listade i Catalogue of Life.